# Nethan
Der Nethan ist ein Fluss in der schottischen Council Area South Lanarkshire.

## Verlauf
Er entspringt in 472 m Höhe an den Nordhängen der Priesthill Height nahe der Grenze zwischen South Lanarkshire im Osten und East Ayrshire im Westen. Rund vier Kilometer südöstlich liegt der Weiler Glenbuck. In der Nähe der Nethan-Quelle entspringt auch der nach Westen abfließende Irvine. Entlang seines 27,1 km langen Laufes fließt der Nethan vornehmlich nach Nordosten. Nur auf dem rund sieben Kilometer umfassenden Teilstück zwischen Lesmahagow und Blackwood folgt er einer nördlichen Richtung. Die Höhendifferenz zwischen Quelle und der Mündung bei Crossford in den Clyde beträgt 413 m.
Der Nethan fließt durch eine dünnbesiedelte Region Schottlands. Neben Lesmahagow, Blackwood und Crossford tangiert er wenige kleine Weiler. Entlang seines Laufes münden zahlreiche Bäche ein, von denen das Logan Water und der Scots Burn zumindest wenige Kilometer lang sind. Nahe der Mündung thront die Ruine von Craignethan Castle oberhalb des Flusses.